# Kronk's New Groove
Kronk's New Groove (El Emperador y sus Locuras 2: La Gran Aventura de Kronk en España, y Las Locuras de Kronk en Latinoamérica) es una película lanzada directamente a DVD, producida en el año 2005 por DisneyToon Studios y Walt Disney Pictures, esta película es secuela de Las Locuras del Emperador.
Esta película cuenta la historia de Kronk, quien fuera el secuaz de la villana Yzma en la primera película, pero relatada por el propio emperador Kuzco.

## Trama
La película comienza en un restaurante en donde ocurre una explosión de queso. Bajo del restaurante se puede ver a Kronk muy triste, desanimado diciendo que "Antes yo no era así, yo era una persona exitosa y sin problemas" después Kronk hace un flash back (de igual manera que la película anterior) en donde era un prestigiado chef y Jefe Repartidor donde era simpatizado por la gente.
Todo iba bien hasta que recibe un mensaje, Kronk se desespera por unos segundos y luego se tranquiliza para evitar la intervención del público a su alrededor, corre a la cocina y ahí dice que su padre Papi lo irá a visitar, Kronk está preocupado debido a que su padre no apreciaba sus gustos de cocina y de hablar con animales en su infancia, además quería hacer algo para que su padre lo tomara en cuenta. Así que le relato a la recepcionista que su padre quería que Kronk tuviera esposa, hijos y una casa en la colina, además que una vez tuvo esas cosas, pero las perdió con el tiempo, así que Kronk hizo un flashback donde él tenía una casa. El primer flashback comenzó así:
Kronk en ese tiempo era Chef y Jefe Repartidor, entregaba alimentos a quien lo llamara.  También tenía una cercana relación con el asilo de los ancianos donde Kronk les decía lo que quería su padre, era que Kronk tuviera su casa propia en una colina, para cumplir su sueño Kronk tendría que ahorrar dinero para comprarse su hogar en la colina, sin embargo, Yzma estaba espiando por un telescopio, después de decir su sueño, Kronk fue recompensado por los ancianos con una moneda, satisfecho Kronk se fue a la puerta principal del asilo y encontró una moneda (sin sospechar que esta tenía una cuerda), cuando Kronk intento recogerla esta se movió, Kronk la siguió y cayó colina abajo hasta un extraño callejón donde siguió la moneda y terminó en la guarida de Yzma (En donde había varias señales que lo advertían pero aun así no se dio cuenta de ello), Así que cuando fue a su guarida, descubrió que Yzma aún sigue con un comportamiento felino, pero tiene su forma humana en gran parte.
Yzma negoció con Kronk para que juntos vendieran frascos que contenían el producto "Yzma, belleza y juventud" (quien lo bebiese tendría juventud) a la gente, cuando fueron a la superficie, estaban vendiendo los frascos con mucho éxito, sin saberlo, Kronk estaba siendo traicionado por Yzma, ya que los frascos contenían residuos. Ingenuamente, Kronk se encontró con Rudy que quería venderle el asilo para que pudiera realizar su sueño de construir su hogar, con el asilo comprado Kronk construyó su hogar, un lugar muy lujoso, pero se arrepintió cuando descubrió que los ancianos bebían la pócima frecuentemente hasta el punto en que harían cualquier cosa para conseguirla. Kronk se dio cuenta, y le dijo a Rudy (su amigo del asilo) de la farsa que Yzma realizaba, así que Kronk realizó una revuelta con los ancianos para combatir a Yzma, a esta los acorralaron y cuando la iban a atrapar, Yzma se estuvo a punto de tirar al río, pero en lugar de eso, se toma una poción que la convierte en un conejo, y repentinamente le atrapa un águila con el propósito de alimentar sus crías, luego Kronk se arrepiente de sus actos y les regala su casa a los ancianos.
Después de recordar ese flashback, Kronk recordó cuando tuvo una novia que perdió.
El flashback consistía en que en el campamento ardilla. (Un campamento liderado por Kronk) Donde había un campamento nuevo llamado Campamento Birdwell (Avelinda en Latinoamérica), el cual era liderado por una mujer del mismo nombre, justo el día de la competencia los niños del campamento Ardilla iban corriendo a la piscina y los niños del otro campamento también se dirigían hacia allá. Al mismo tiempo Birdwell y Kronk se encontraron y estaban charlando, todo iba perfecto hasta que la tropa de Kronk hace "el Salpicón" y realizan una ola gigante que derriba a los niños del otro campamento, debido a ello Birdwell y Kronk discuten entre ellos, como resultado la tropa de Kronk es descalificada, después de tal acontecimiento ambos grupos se rivalizan y en todos los desafíos, ambos grupos terminan con un empate y llega al último evento, el cual era una competencia de baile.
Pero Kronk estaba tan preocupado de la competencia que les dijo a su tropa "Hagan lo que haga falta para ganar", debido a ello Tipo (hijo de Pacha) ideó un plan malvado para deshacerse de la tropa Birdwell y se esconde.
Durante la noche, Kronk hacía Pan de Pasas y cuando descubrió que le faltaban Huevos fue al campamento rival y descubrió que Birdwell había agarrado los huevos de Kronk, mientras discutían Birdwell se dio cuenta de que Kronk había tomado las pasas de Birdwell, tras pelear, Birdwell quedó sollozando. Kronk se sintió culpable, y Birdwell propuso que Kronk pusiera sus huevos, mientras que ella las Pasas, así que ambos se reconciliaron e intercambiaron ingredientes, luego de ello comenzaron a preparar la comida para mañana. Durante ese tiempo ambos se divertían, después de estar un tiempo con ella, Kronk le envió una carta a su padre donde decía que ella había encontrado a su amor verdadero.
Esa mañana los campistas estaban desanimados mientras Kronk y Birdwell les preparan una sorpresa, además declararon una tregua permanente entre ambos campamentos, sin embargo, Tipo hizo una trampa para el campamento Birdwell, esa tarde en la competencia ambos grupos se estaban preparando, al mismo tiempo Kronk le regaló unos guantes de cocina a Birdwell.
Después la tropa de Kronk realizó su acto sin sospechar que Tipo estaba introduciendo polvo "pica-pica" en la tiza del campamento Birdwell. Luego llegó el turno a Birdwell y a su tropa para realizar su acto. Todo marchaba bien hasta que a la tropa les da comezón y Abelinda se resbala y cae al lodo, sin embargo, Tipo es descubierto por Birdwell y esta le regaña por sus crímenes, al mismo tiempo que Kronk observa, porque en el fondo él era el culpable ya que él le dijo "Hagan lo que haga falta para ganar", arrepentido, Kronk le dijo la verdad a Birdwell, luego esta se enfurece y se retira, rompiendo el corazón a Kronk.
Después Kronk vuelve a la realidad y conversa con la recepcionista en donde le dijo que le dijera la verdad a su padre siendo que este se estaba acercando al restaurante, Kronk estaba tan desesperado que recurrió a la familia de Pacha para que le ayude a fingir, estos aceptan pero Pacha y Tipo se separan buscando ayuda independientemente, sin embargo, cuando llega el padre de Kronk, todo iba bien hasta que Kronk es llamado para que cocine, para ocultarlo Kronk fingía no oír nada o intentaba cambiar el tema, al mismo tiempo Tipo le pidió ayuda a Rudy para que ayudaran a Kronk a fingir los papeles de Esposa e hijos (sin saber que en el restaurante todos los personajes ya estaban ocupados), en el restaurante Kronk accidentalmente dejó la olla encendida y repentinamente. Llegaron varios personajes (incluido Kuzco) que fingían ser las esposas o hijos de Kronk, luego la olla explotó y el restaurante se llenó de queso.
Kronk se ve forzado a explicar la verdad, hasta que el público le explica a “Papi” que si tuvo una casa en la colina y una novia, pero las sacrificó por sus amigos y también por la tropa Kronk y por la tropa Birdwell.
Después Kronk le dijo a su padre que ya tiene todo lo que necesita, así que el padre de Kronk se reconcilia con este. Curiosamente Tipo trajo a Birdwell, luego se reencontraron y realizaron una fiesta. Cuando se enfoca la parte exterior del restaurante, se puede ver a Yzma, quien estaba con dos huevos en un nido, esta dijo "Ay, que lindos" pero de esos huevos nacieron dos águilas y devoran a Yzma matándola en el acto.
En los créditos se ve que Kronk se casa con Birdwell y tienen hijos y también tienen una casa en la colina.

## Reparto
Voces en inglés:
- Patrick Warburton como Kronk.
- Tracey Ullman como Señora Birdwell (Avelinda en Hispanoamérica).
- David Spade como Kuzco.
- Eartha Kitt como Yzma.
- John Goodman como Pacha.
- John Fiedler como Rudy.
- John Mahoney como Papi.
- Wendie Malick como Chicha.
- Eli Rusell Linnetz como Tipo.
- Jessie Flower como Chaca.

Doblaje (México):
- Rubén Cerda como Kronk.
- Patricia Palestino como Avelinda.
- Jesús Barrero como el Emperador Kuzco.
- Mayra Rojas como Yzma.
- Mario Sauret como Pacha.
- Esteban Siller como Rudy.
- Jesse Conde como Papi.
- Rebeca Patiño como Chicha.
- Manuel Díaz como Tipo.
- Jessica Ángeles como Chaca.

Doblaje Castellano (España)
- David García Vázquez como Kronk.
- Cecilia Santiago como Señora Birdwell.
- David Robles como Emperador Kuzco.
- Rosario Cavallé como Yzma.
- Antonio Fernández Sánchez como Rudy.
- Julio Núñez como Papi.
- María Jesús Nieto como Chicha.
- Pepe Mediavilla como Pacha.
- Iván Sánchez como Tipo.
- Claudia Caneda como Chaca.

## Recepción
La película fue recibida con elogios y muy buena aceptación por parte del público, mientras que los críticos la recibieron más con críticas mixtas a desfavorables. Actualmente tiene una calificación de aprobación del 0% en Rotten Tomatoes, según seis reseñas con una calificación promedio de 4.5/10. Pam Gelman de Common Sense Media le dio a la película 2/5 estrellas, afirmando que la historia de la película "está desarticulada con intentos innecesarios de humor que están claramente orientados a los padres". David Nusair de Reel Film Reviews afirma que el personaje principal "funciona mejor en pequeñas dosis; obligado a llevar una película completa, Kronk se vuelve tedioso y (por más loco que parezca) sin gracia". En la base de datos de películas IMDb, la película tiene una calificación generada por los usuarios de 5.8/10, basada en 11,865 reseñas.